# ارتور تايمازوف
ارتور تايمازوف (Artur Taymazov) (الروسية: Арту́р Бори́сович Тайма́зов) هو لاعب أولمبي لرياضة مصارعة من أوزبكستان. شارك في الأولمبياد الصيفي في 2000–2012، وفاز بما مجموعه 4 ميداليات.

## الميداليات
| ذهب | فضة | برونز | المجموع |
| 3   | 1   | 0     | 4       |

## روابط خارجية
- ارتور تايمازوف على موقع قاعدة بيانات المصارعة الدولية (الإنجليزية)
- ارتور تايمازوف على موقع اللجنة الأولمبية الدولية (الإنجليزية)
- ارتور تايمازوف على موقع أوليمبيديا (الإنجليزية)